# Диагностический набор для жертв изнасилования

Медик армии США учится использовать диагностический набор в лагере «Феникс» близ Кабула, Афганистан, 2010 год

Диагностический набор для жертв изнасилования (англ. rape kit) — в практике ряда стран набор, используемый медицинским персоналом для сбора и хранения вещественных доказательств после заявления о сексуализированном насилии. Доказательства, собранные у жертвы, могут помочь в расследовании уголовного дела об изнасиловании и судебном преследовании подозреваемого в нападении. Анализ образцов ДНК помогает не только находить преступников, но и оправдывать ошибочно обвинённых.
Набор был разработан в Чикаго в середине 1970-х годов, чтобы упростить и унифицировать процедуру сбора улик. Хотя разработчиком первого комплекта часто называют чикагского полицейского Луи Витулло, идея набора была предложена ему защитницей прав пострадавших от сексуализированного насилия Марти Годдард. В течение многих лет стандартизированный набор назывался «набором Витулло». В настоящее время в просторечии используют выражение rape kit. Другие используемые термины и аббревиатуры: sexual assault kit (SAK), sexual assault forensic evidence kit (SAFE), sexual assault evidence collection kit (SAEK), sexual offense evidence collection kit (SOEC) и physical evidence recovery kit (PERK).

## История создания
В 1970-е годы под влиянием женского движения американские СМИ начали освещать опубличенные случаи изнасилования и сексуальных домогательств. Сама пережившая сексуализированное насилие, чикагская правозащитница Марта (Марти) Годдард решила создать комплексный набор для сбора доказательств таких преступлений и добиться того, чтобы правоохранительные органы внедрили его в свою работу. В то время не было чёткого протокола о том, как правильно собирать нужные доказательства, и не учитывалось психологическое состояние потерпевших, что мешало обеспечить сохранность и целостность собранных улик. Для решения этой проблемы Годдард основала организацию «Граждане в помощь жертвам» (Citizens Committee for Victim Assistance); чтобы узнать, как должен быть устроен диагностический набор, она консультировалась с медицинскими работниками, сотрудниками правоохранительных органов, представителями системы правосудия и учёными. Благодаря её дружбе с предпринимательницей Кристи Хефнер, дочерью основателя «Плейбой» Хью Хефнера, проект профинансировала созданная им благотворительная организация Playboy Foundation.
Согласно статье «Чикаго трибюн» за 1980 год, набор Годдард был впервые использован в сентябре 1978 года, когда 26 отделений неотложной помощи в больницах округа Кук включили его в свою стандартную практику по сбору улик при оказании помощи жертвам изнасилования. Он состоял из картонной коробки, в которой находились зонд-тампоны, предметные стёкла и маленькая расчёска, а также инструкция по их применению. Менее двух лет спустя его использовали уже 215 больниц по всему штату Иллинойс.
Диагностический набор стал известен как «набор Витулло» (Vitullo kit), названный так по фамилии сержанта полиции Луи Р. Витулло, главного микроаналитика криминалистической лаборатории Чикаго. По утверждению его коллеги Мариан Капоруссо, причиной послужило то, что судмедэксперты имели решающее слово во многих вопросах, касающихся разработки набора. Таким образом, пресса описывала его создание и внедрение как совместный труд Витулло и Годдард.
Ввиду того, что в Чикаго наборы для сбора улик показали свою эффективность, в 1982 году все городские и многие частные больницы Нью-Йорка переняли чикагскую практику. В 1984 году Годдард представила свой пилотный проект в Чикаго на конференции ФБР в Куантико, штат Виргиния. По итогам её презентации Министерство юстиции США предоставило ей финансирование для поездок в другие штаты, чтобы она помогла запустить аналогичные пилотные программы по всей стране.

## Описание набора

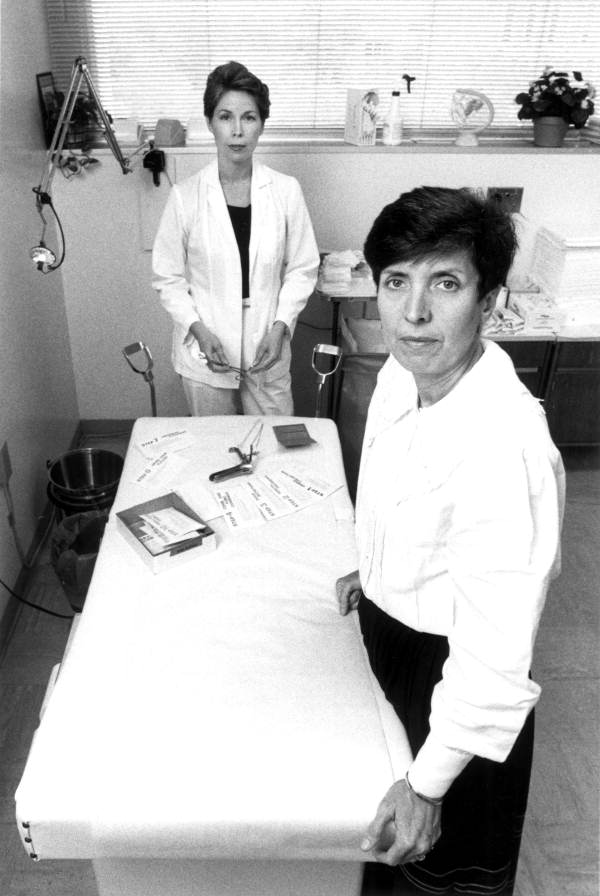
Социолог Университета штата Флорида Патриша Янси Мартин (справа) и медсестра Джо Дэвис демонстрируют rape kit, 1987 год

Диагностический набор представляет собой контейнер с расходными материалами для сбора и хранения улик — слюны, крови, спермы и других биологических жидкостей, а также волос и волокон одежды. 
Комплекты различаются от места к месту, но обычно включают в себя следующие предметы:
- инструкцию;
- зонд-тампоны для сбора жидкостей с губ, щёк, бёдер, влагалища, ануса и ягодиц;
- пробирки и контейнеры для сбора крови и мочи;
- стерильные контейнеры для отбора проб;
- инструменты для взятия крови;
- расчёску для сбора волос и волокон одежды;
- предметные стёкла;
- пакеты для хранения одежды, волос с головы и лобка и образцов крови;
- инструменты для взятия содержимого из-под ногтей;
- большой лист бумаги, на котором пострадавшие раздеваются, оставляя волосы и волокна одежды;
- формы для документирования процедуры и собранных улик;
- этикетки для собранных улик;
- стерильную воду и физраствор.

В разных странах существуют свои протоколы, но, как правило, при сборе улик с помощью диагностического набора медики опрашивают и осматривают потерпевших, берут образцы крови, мочи и волос, мазки с поверхности кожи. С согласия пациентов полученные травмы фиксируют на фото. В отдельных случаях для анализа также просят оставить нижнее бельё, одежду и другие вещи, которые могут содержать ДНК преступника.

## Применение в зонах конфликтов
Предоставление наборов жертвам сексуализированного насилия в зонах вооружённых конфликтов является политикой ООН.

### Босния
Во время вооружённого конфликта в Боснии, как и других подобных местах, в комплекты включались средства экстренной контрацепции и предотвращения болезней, передающихся половым путем, таких как гепатит и ВИЧ.

### Украина
По мере роста количества сообщений об изнасилованиях на территориях, занятых российской армией, в украинские больницы доставляются необходимые медикаменты, включая rape kits. По данным на конец апреля 2022 года, ООН доставила 40 тонн медикаментов для тестирования и лечения жертв изнасилований в 19 больниц 10 регионов Украины.

### Комментарии
1. ↑  Набор для судебно-медицинской экспертизы сексуализированного насилия
2. ↑  Набор для сбора доказательств сексуализированного насилия
3. ↑  Набор для сбора доказательств сексуализированного преступления
4. ↑  Набор для сбора вещественных доказательств